# Elezioni europee del 1989 in Irlanda
Le elezioni europee del 1989 in Irlanda si sono tenute il 13 giugno.

## Risultati
| Liste  | Liste                              | Gruppo | Voti      | %     | Seggi |
| ------ | ---------------------------------- | ------ | --------- | ----- | ----- |
|        | Fianna Fáil                        | ADE    | 514.537   | 31,51 | 6     |
|        | Fine Gael                          | PPE    | 353.094   | 21,63 | 4     |
|        | Democratici Progressisti           | LDR    | 194.059   | 11,89 | 1     |
|        | Partito Laburista                  | PSE    | 155.782   | 9,54  | 1     |
|        | Partito dei Lavoratori             | CG     | 123.265   | 7,55  | 1     |
|        | Partito Verde                      | -      | 61.041    | 3,74  | -     |
|        | Sinn Féin                          | -      | 37.127    | 2,27  | -     |
|        | Thomas Joseph Maher (Indipendente) | LDR    |           |       | 1     |
|        | Neil Blaney (Indipendente)         | ARC    |           |       | 1     |
|        | Altri                              | -      |           |       | -     |
| Totale | Totale                             | Totale | 1.632.728 |       | 15    |